# Ибн Халликан
Шамсуддин Абуль-Аббас Ахмад ибн Мухаммад известный как Ибн Халликан (22 сентября 1211, Эрбиль — 30 октября 1282, Дамаск) — мамлюкский историк, арабский биограф и юрист.
Ибн Халликан происходил из знатной семьи, претендовавшей на происхождение от иранцев Бармакидов, которые были родом из Балха. Изучал арабский язык, литературу, историю и правоведение у себя на родине, в Эрбиле, а также в Халебе и Дамаске. Был помощником верховного кадия в Каире, пока в 1261 году мамлюкский султан Бейбарс I не назначил его в Дамаск верховным кадием (кади аль-кудат). Он придерживался шафиитского мазхаба и в первые годы замещал судей трёх других основных мазхабов. В 1271 году он был смещён с должности, преподавал в Каире, пока в 1278 году снова не стал кади в Дамаске.
Автор труда Вафайят аль-а’йан ва-анба' абна' аз-заман («Некрологи знатных лиц и заметки об их современниках», 1256—1274), биографического словаря правителей (исключая халифов), сановников, учёных, поэтов (с антологией) и т. п., до 865 номера. Автора называют восточным Плутархом.